# 格氏光蟾魚
格氏光蟾魚（学名：Porichthys greenei），為輻鰭魚綱蟾魚目蟾魚科的其中一種，分布於中西大西洋區，從墨西哥特萬特佩克地灣至巴拿馬海域，棲息深度可達27公尺，體長可達7.7公分，為底棲性魚類。

## 外部連結
格氏光蟾魚的圖片